# Lijst van Belgische Oscarwinnaars en -genomineerden
Dit is een lijst van Belgische winnaars van een Academy Award (of Oscar) en genomineerden voor de prijs. 

## Oscar voor beste niet-Engelstalige film
| Jaar | Film                        | Resultaat   |
| ---- | --------------------------- | ----------- |
| 1971 | Paix sur les champs         | Genomineerd |
| 1989 | Le Maître de musique        | Genomineerd |
| 1993 | Daens                       | Genomineerd |
| 1995 | Farinelli                   | Genomineerd |
| 2001 | Iedereen beroemd!           | Genomineerd |
| 2011 | Rundskop                    | Genomineerd |
| 2014 | The Broken Circle Breakdown | Genomineerd |
| 2023 | Close                       | Genomineerd |

## Oscar voor beste film
| Jaar | Film           | Resultaat   | Opmerkingen                                                                              |
| ---- | -------------- | ----------- | ---------------------------------------------------------------------------------------- |
| 2021 | Sound of Metal | Genomineerd | Bert Hamelinck was samen met Sacha Ben Harroche genomineerd als producent van deze film. |

## Oscar voor beste animatiefilm
| Jaar | Film                         | Resultaat   | Opmerkingen                                                  |
| ---- | ---------------------------- | ----------- | ------------------------------------------------------------ |
| 2004 | Les triplettes de Belleville | Genomineerd | Coproductie met Frankrijk, Canada en het Verenigd Koninkrijk |
| 2011 | Une vie de chat              | Genomineerd | Coproductie met Frankrijk, Nederland en Zwitserland          |
| 2014 | Ernest et Célestine          | Genomineerd | Coproductie met Frankrijk en Luxemburg                       |
| 2015 | Song of the Sea              | Genomineerd | Coproductie met Ierland, Denemarken, Frankrijk en Luxemburg  |
| 2025 | Flow                         | Gewonnen    | Coproductie met Letland en Frankrijk                         |

## Oscar voor beste korte animatiefilm
| Jaar | Film                 | Naam               | Resultaat   |
| ---- | -------------------- | ------------------ | ----------- |
| 1987 | Een Griekse tragedie | Nicole Van Goethem | Gewonnen    |
| 2025 | Beautiful Men        | Nicolas Keppens    | Genomineerd |

## Oscar voor beste documentaire
| Jaar | Film                        | Naam                  | Resultaat   |
| ---- | --------------------------- | --------------------- | ----------- |
| 1967 | Le volcan interdit          | Haroun Tazieff        | Genomineerd |
| 1979 | Raoni                       | Jean-Pierre Dutilleux | Genomineerd |
| 2025 | Soundtrack to a Coup d'Etat | Johan Grimonprez      | Genomineerd |

## Oscar voor beste korte film
| Jaar | Film                 | Naam                             | Resultaat   |
| ---- | -------------------- | -------------------------------- | ----------- |
| 2003 | Fait d'hiver         | Dirk Beliën, Anja Daelemans      | Genomineerd |
| 2008 | Tanghi Argentini     | Guy Thys, Anja Daelemans         | Genomineerd |
| 2010 | Na Wéwé              | Ivan Goldschmidt                 | Genomineerd |
| 2013 | Dood van een schaduw | Tom Van Avermaet, Ellen De Waele | Genomineerd |
| 2020 | Une sœur             | Delphine Girard                  | Genomineerd |

## Oscar voor beste camerawerk
| Jaar | Film | Naam             | Resultaat | Opmerkingen                                                                               |
| ---- | ---- | ---------------- | --------- | ----------------------------------------------------------------------------------------- |
| 1981 | Tess | Ghislain Cloquet | Gewonnen  | Ghislain Cloquet kreeg in 1940 de Franse nationaliteit, maar bezat daarvoor de Belgische. |

## Opmerkingen
- Niet opgenomen in deze lijst is Audrey Hepburn, die wel werd geboren in België (Elsene), maar niet de Belgische nationaliteit bezat. Zij won in 1954 de Oscar voor beste actrice voor haar rol in Roman Holiday en werd ook genomineerd voor haar rollen in Sabrina, The Nun's Story, Breakfast at Tiffany's en Wait Until Dark.